# Élections législatives de 2020 dans le district de Columbia
Les élections législatives de 2020 dans le district de Columbia ont lieu le 3 novembre 2020 afin d'élire les membres du Conseil du district de Columbia, le seul District fédéral des États-Unis, couramment appelé Washington, D.C..

## Système électoral
Washington, D.C est doté d'un parlement unicaméral, le Conseil, doté de 13 sièges pourvus pour quatre ans au scrutin majoritaire.
Sur ce total, 8 sont pourvus au scrutin uninominal majoritaire à un tour dans autant de circonscriptions correspondants aux huit Wards du districts. Quatre autres sont élus au scrutin majoritaire plurinominal dans une circonscription unique réunissant tous les Wards, mais renouvelés par moitié tous les deux ans. Enfin, le Président du Conseil est élu également dans la circonscription unique, mais au scrutin uninominal. Les électeurs disposent d'autant de voix que de sièges à pourvoir dans chaque circonscription, et les utilisent à raison d'une voix par candidat. Le ou les candidats arrivés en tête sont élus, en fonction du nombre de sièges dans leur circonscription.
Toutes les textes législatifs ainsi que les budgets votés par le Conseil sont soumis à l'approbation du Congrès des États-Unis.